# アルゼンチン宇宙活動委員会
アルゼンチン宇宙活動委員会（Comisión Nacional de Actividades Espaciales, CONAE）はアルゼンチンの宇宙開発機関。

## 概要

コルドバにあるトラッキングアンテナ

アルゼンチンの宇宙研究活動は、アルゼンチン空軍が全権を持つ宇宙研究委員会（Comisión Nacional de Investigaciones Espaciales、CNIE）が1960年代から管轄していた。1970年代から始まったコンドルミサイル計画が1991年に中止された後、CNIEの施設や人材を引き継ぐ形で、カルロス・メネム政権下の1991年5月28日に、大統領直轄の非軍事機関として宇宙活動委員会（CONAE）が設立された。CONAEは、対外関係国際商務省下の宇宙開発局として、宇宙プログラムを立案、遂行、運営している。
CONAEの1995～2006年期間の戦略的事業計画の中心は科学・通信衛星であり、主要プログラムとして、イタリア宇宙機関と協力した地球観測通信衛星SAOCOMや、SAC衛星シリーズの開発、国内におけるテレメトリ・トラッキング・コマンド(TT&C)地上局の整備などがあげられる。
そのほか1980年12月設立のMar Chiquita地上局でランドサットデータを受信しVincente Lopezセンターで処理と保存、解析を行っていたが、受信装置の故障発生後は修理せず、休止したままとなっている。
国際協力における主なパートナーはアメリカ航空宇宙局およびイタリア宇宙機関で、ほかにブラジル、ベルギー、ドイツ等とも協力実績がある。
国営企業のINVAP社がCONAEの宇宙活動を全面的に支援しており、CONAEが開発しているSAC衛星シリーズの設計開発のほか、衛星の運用、地球観測衛星のデータ解析等、CONAEの全活動をカバーしている。

## 人工衛星

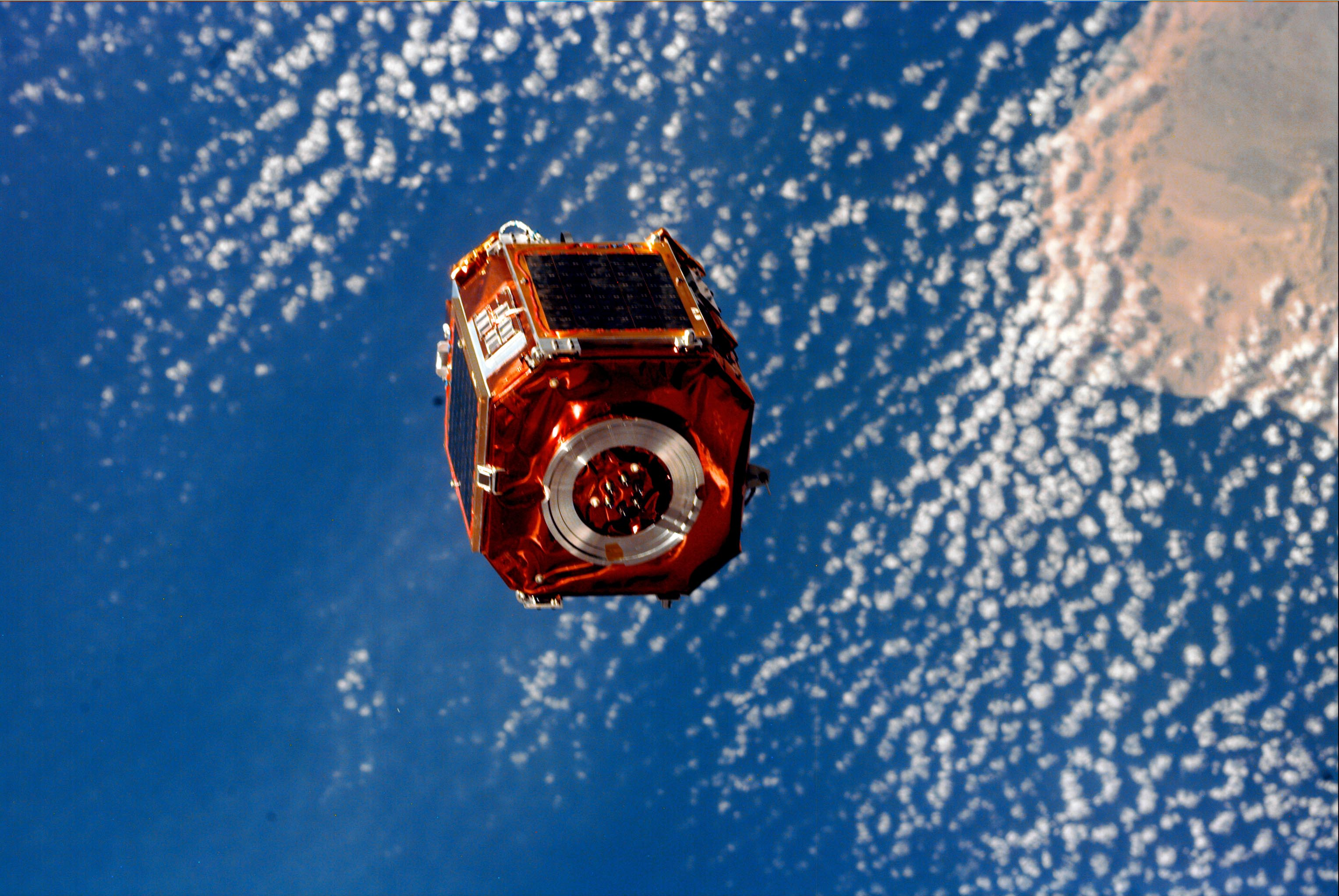
スペースシャトルからみたSAC-A

1996年11月4日にペガサスロケットによってアルゼンチン初の科学衛星SAC-Bを打ち上げた。しかしロケット側に問題が発生して衛星の分離が出来ず、ソーラーパネルの展開ができないままバッテリーが切れるまでしか運用できなかった。
1998年12月3日に質量約70kgの技術試験マイクロ衛星SAC-Aをスペースシャトルによって打ち上げた。
2000年11月21日にはデルタロケットによってSAC-Cを打ち上げた。質量約500kgの中分解能陸域・海洋・大気・地磁気観測衛星で、アルゼンチンやその他南半球地域に衛星画像を提供している。なおこの衛星はNASAのLandsat 7、TERRA、EO-1と共にAM衛星コンステレーションを構成している。

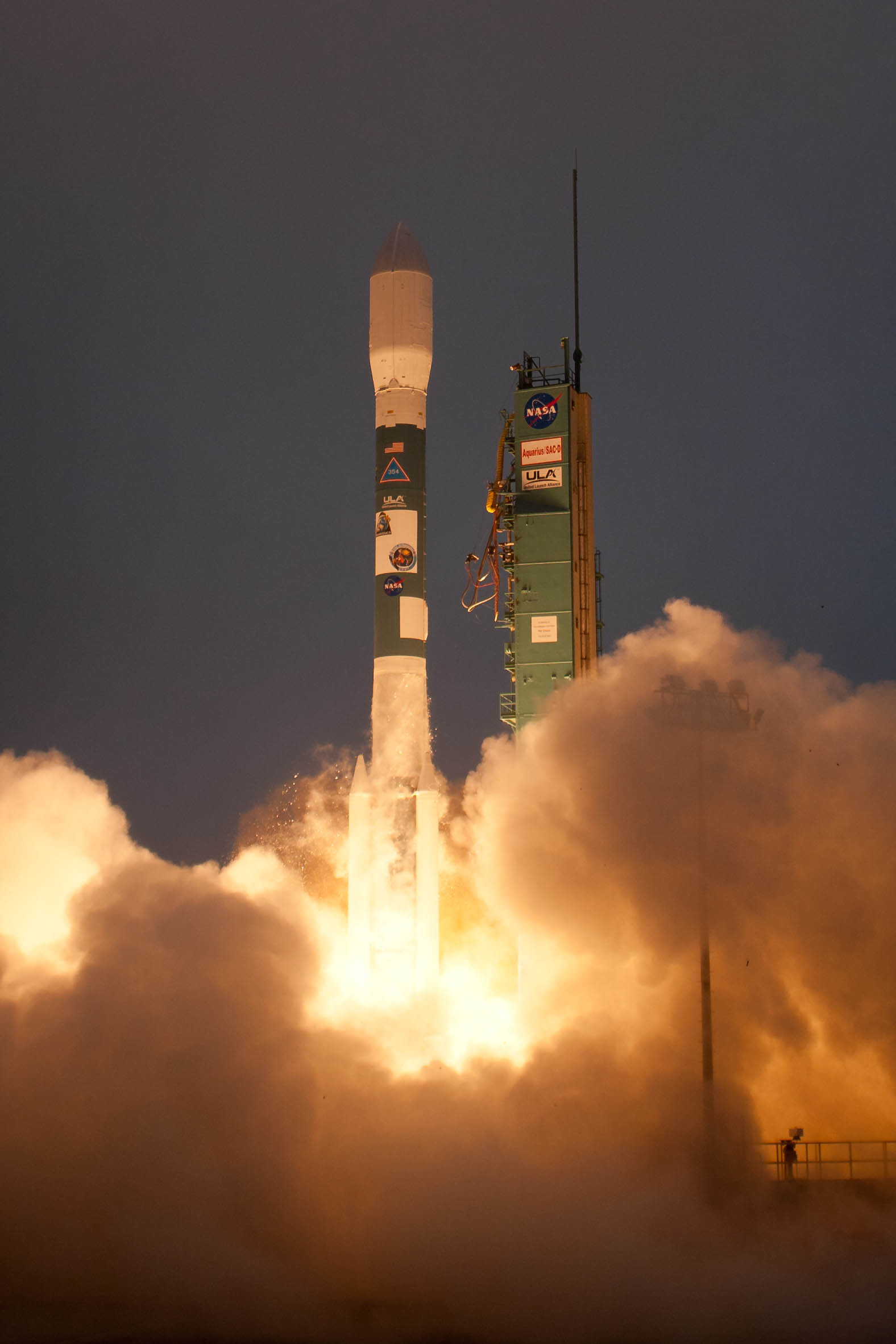
SAC-Dの打上げ

アルゼンチンの衛星として最も新しく打ち上げられたのが、2011年6月10日打上げのSAC-Dである。NASAや他国の機関と協力して開発され、海洋観測等を主目的とする。運用期間は5年。
現在、ブラジルと協力した地球観測衛星SAC-E、イタリア宇宙機関と協力したSAOCOMの開発を行っている。